# Grallaire du Para
Hylopezus paraensis
Espèce
Synonymes
- Gallaria macularius paraensis E. Snethlage, 1910[2]
- Hylopezus macularius paraensis (E. Snethlage, 1910)[3]

Répartition géographique
La Grallaire du Para (Hylopezus paraensis) est une espèce monotypique d'oiseaux de la famille des Grallariidae endémique du Brésil.

## Systématique
L'espèce Hylopezus paraensis a été initialement nommée en 1910 par l'ornithologue brésilienne Emilia Snethlage (1868-1929) comme étant une sous-espèce sous le taxon Gallaria macularius paraensis et ce après s'être rendu compte que la description qu'elle avait faite de cet oiseau en 1907 sous le protonyme de Gallaria macularius berlepschi reprenait un nom déjà occupé.

## Habitat
Son habitat naturel est subtropical ou des forêts tropicales humides.

## Étymologie
Son épithète spécifique, composée de para et du suffixe latin -ensis, « qui vit dans, qui habite », fait référence à l’État du Pará dans le Nord du Brésil. 